# 晴朗商場

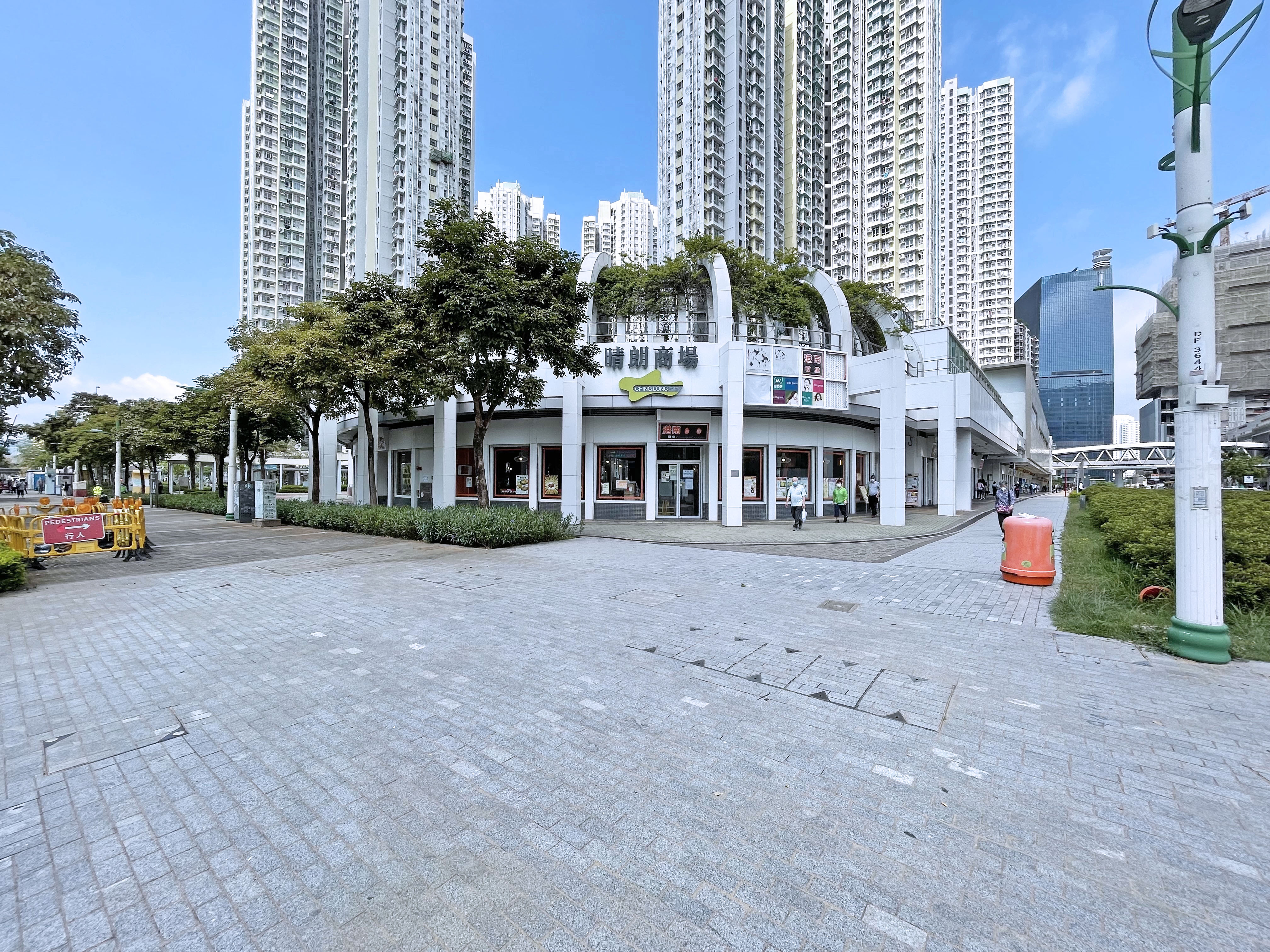
晴朗商場（B區）

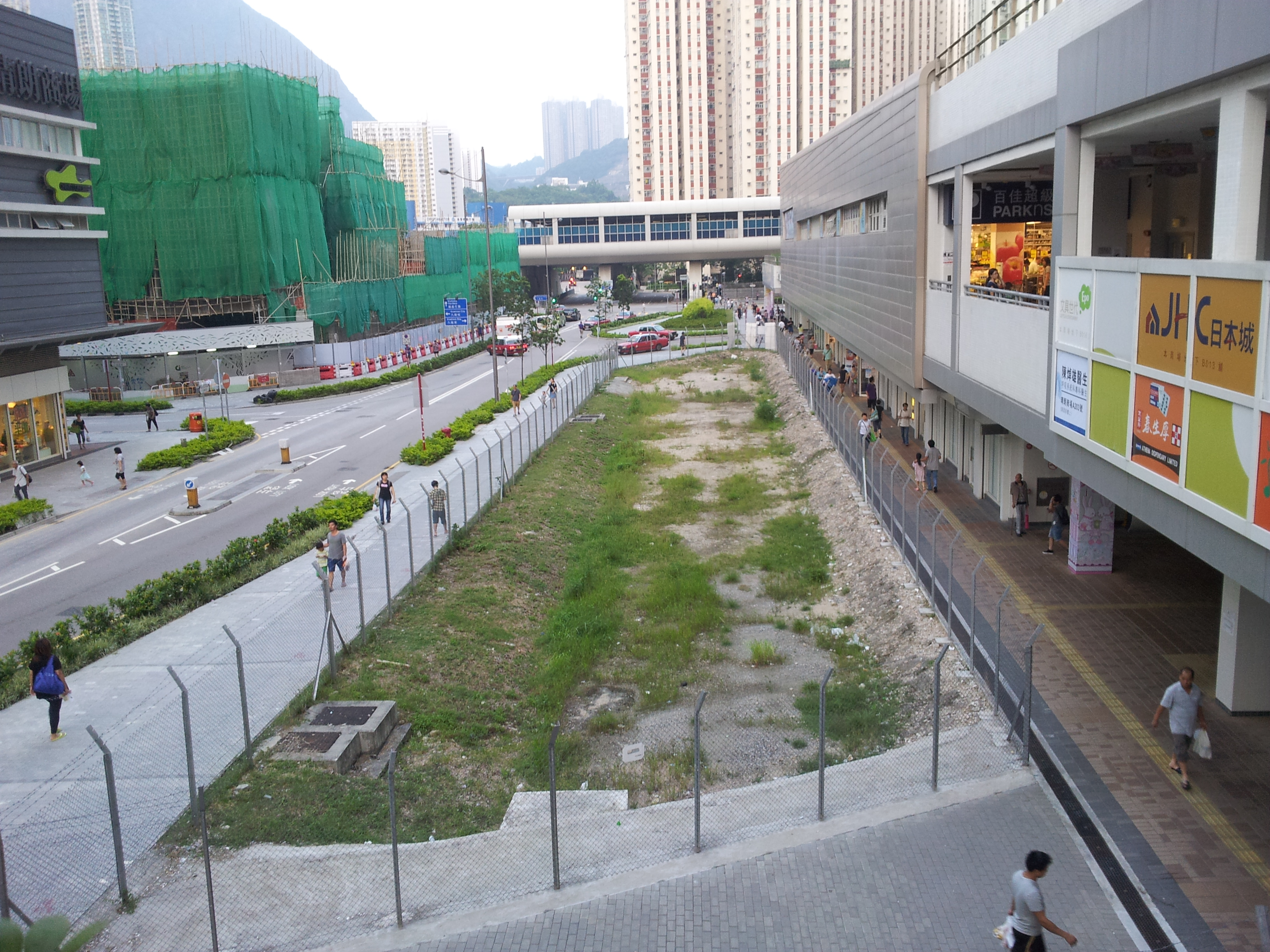
A區與B區之間預留位置供環保連接系統穿過。不過政府2020年施政報告提出改為「多元組合」模式後，該處可能會有其他用途

晴朗商場（英語：Ching Long Shopping Centre）是香港房屋委員會轄下商場並附設街市，位於九龍九龍城區啟德發展區，啟晴邨及德朗邨之間，同時服務兩條屋邨，於2013年9月落成。晴朗商場分為兩個區域，總商用面積約8,000平方米，提供62個商舖及一個乾濕貨街市，並且設有停車場，由李景勳、雷煥庭建築師事務所負責設計。商場名字來自商場旁的兩條公共屋邨啟「晴」邨與德「朗」邨，為頌富商場（名字來自天「頌」苑與天「富」苑，現已改名為T Town）後採用同樣命名方式的公營房屋附屬商場。

## 商場結構
晴朗商場分為兩區，分別是A區及B區；為回應香港市民要求回復公屋過去「路邊小店」式的商業模式，兩區除街市外，公共走廊都不設空氣調節，一樓A區走廊安裝了天花小型吹風系統，及在走廊旁安裝了可打開的玻璃窗。
A區商場設於啟晴邨，共分3層，提供39個商用舖位及一個街市，而商場下亦設有地庫停車場。
- 地下層主要為零售服務，有30間商舖，當中有2間便利店、1間銀行及1間製餅店，其中有4間商舖設於康晴樓地下。
- 一樓設有3間食肆、1間酒樓及1間零售商舖，另外設有47個街市舖位的整體承租街市。
- 二樓設有2間西醫診所、1間牙醫診所及1間零售商舖，商場外（商場一樓的天台）設有露天籃球場及兒童遊樂場。

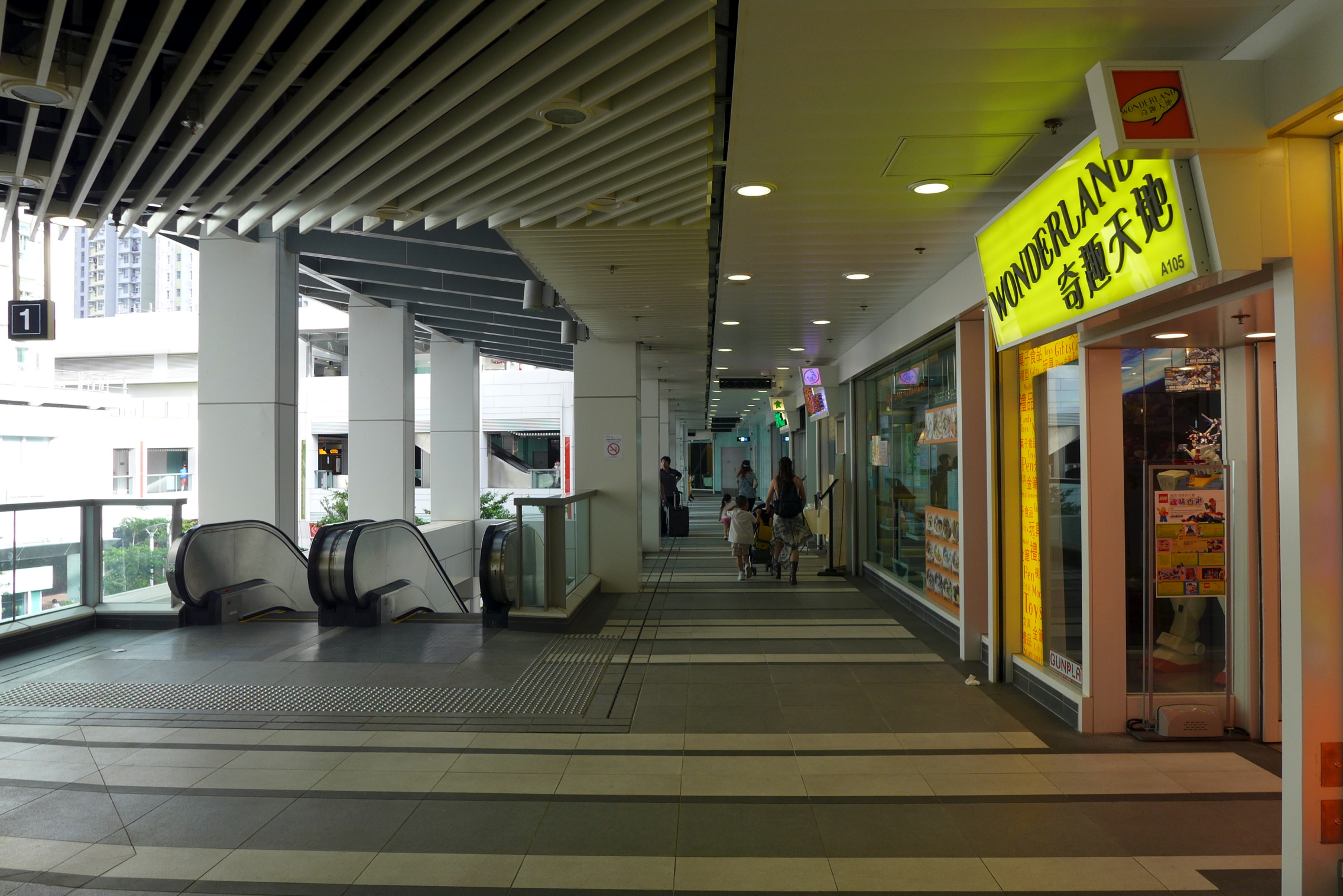
晴朗商場一樓（A區）
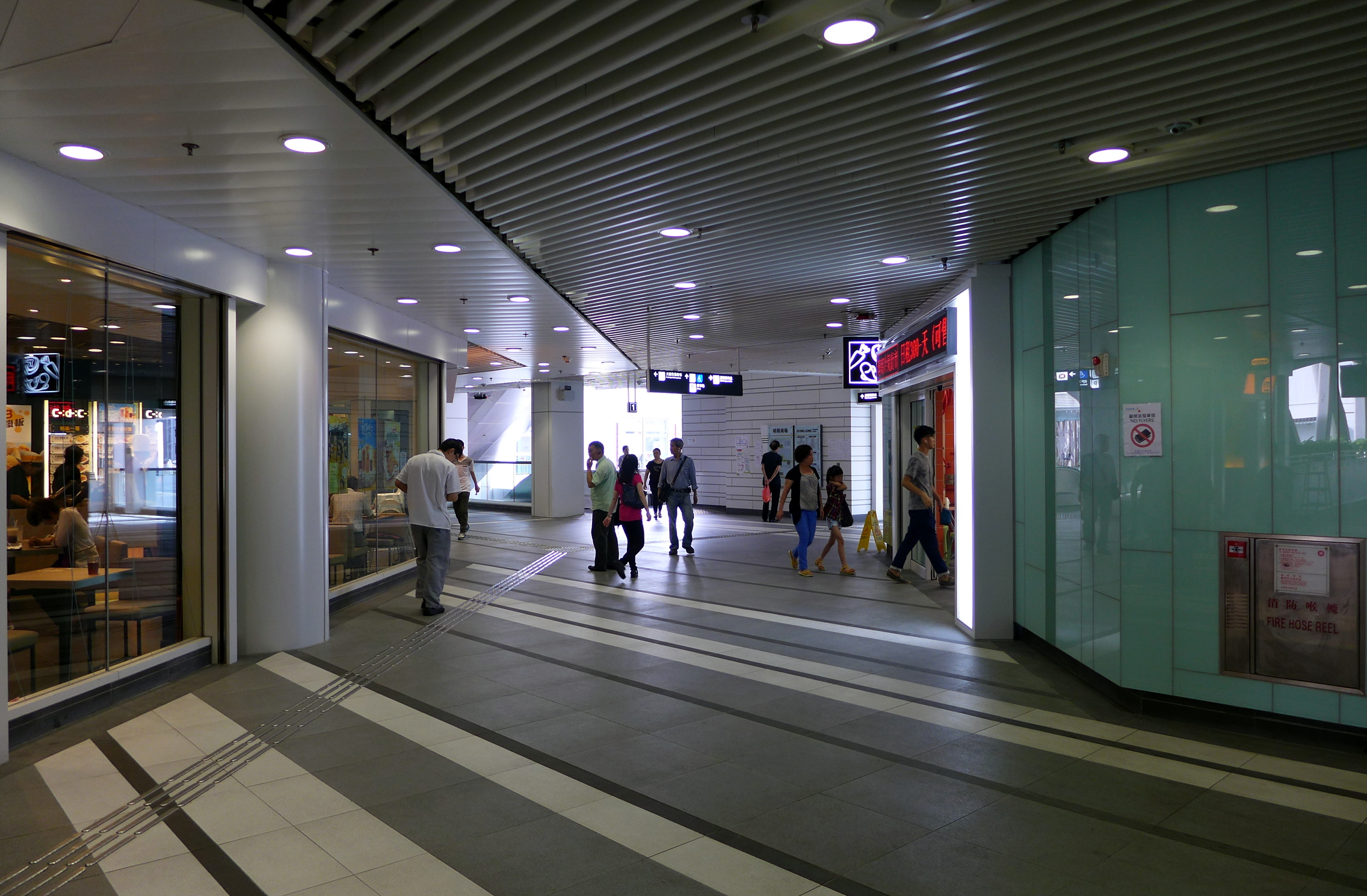
晴朗商場一樓街市入口（A區）
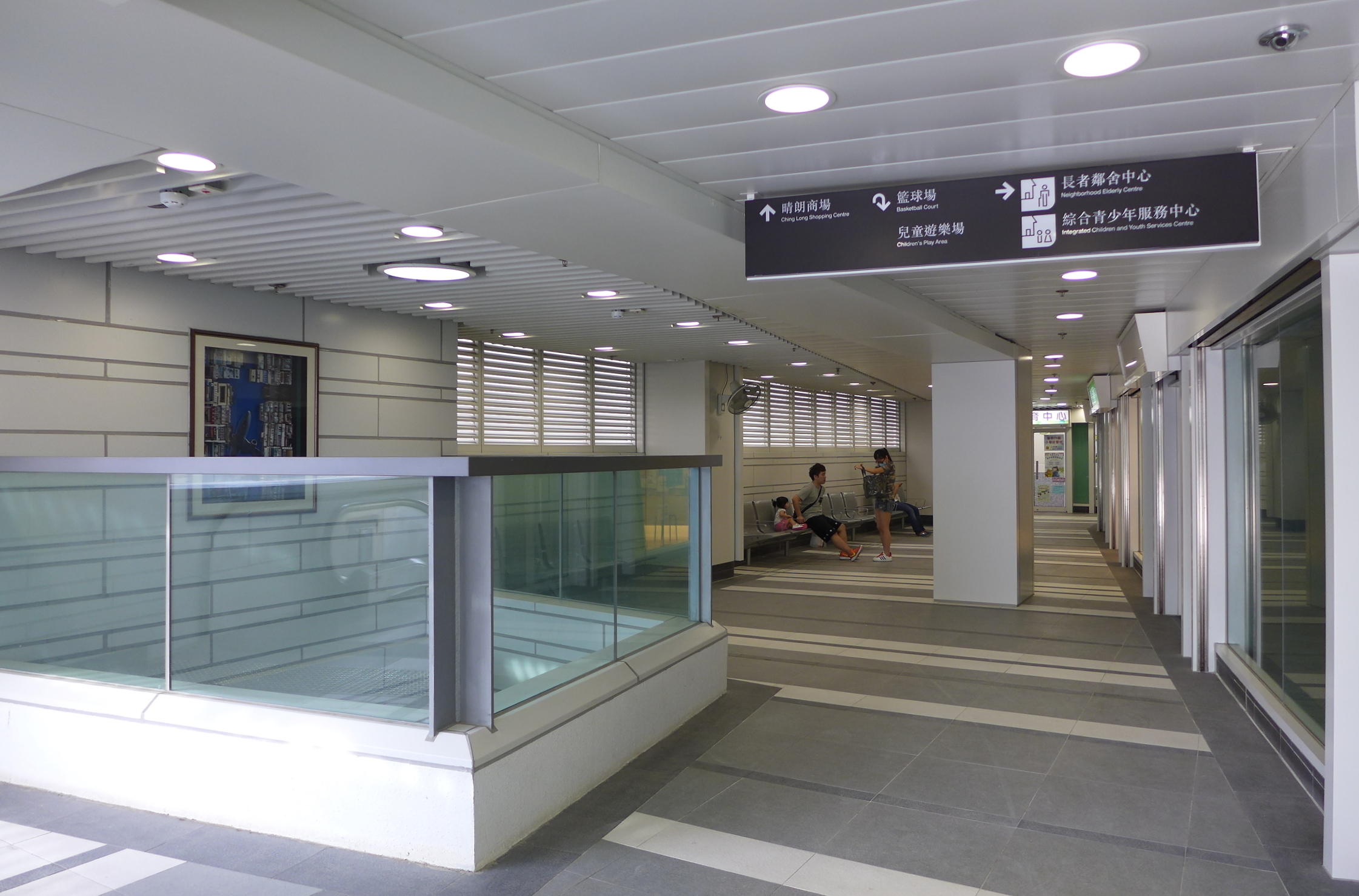
晴朗商場二樓（A區）
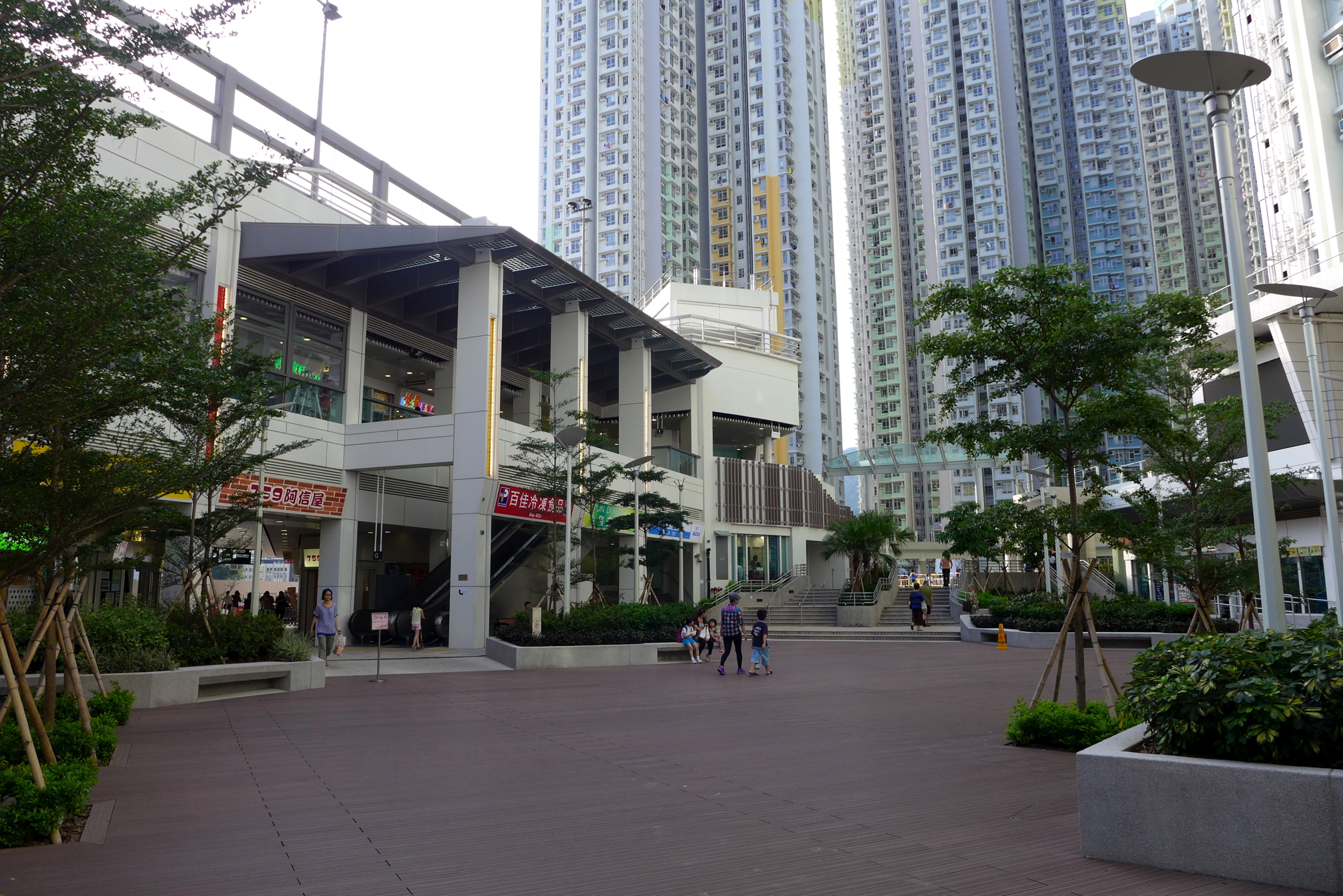
晴朗商場外設有園林庭院
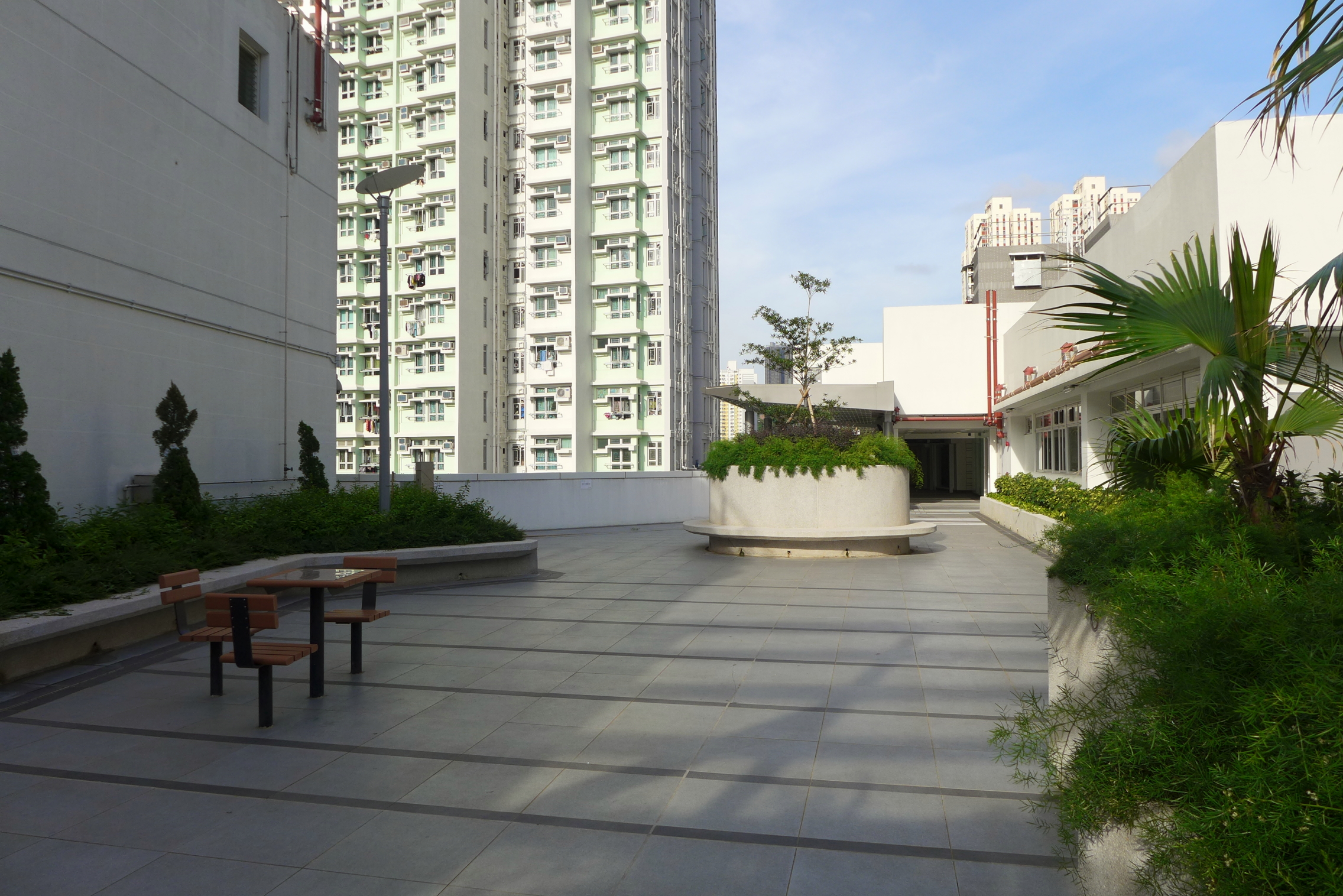
晴朗商場二樓休憩花園
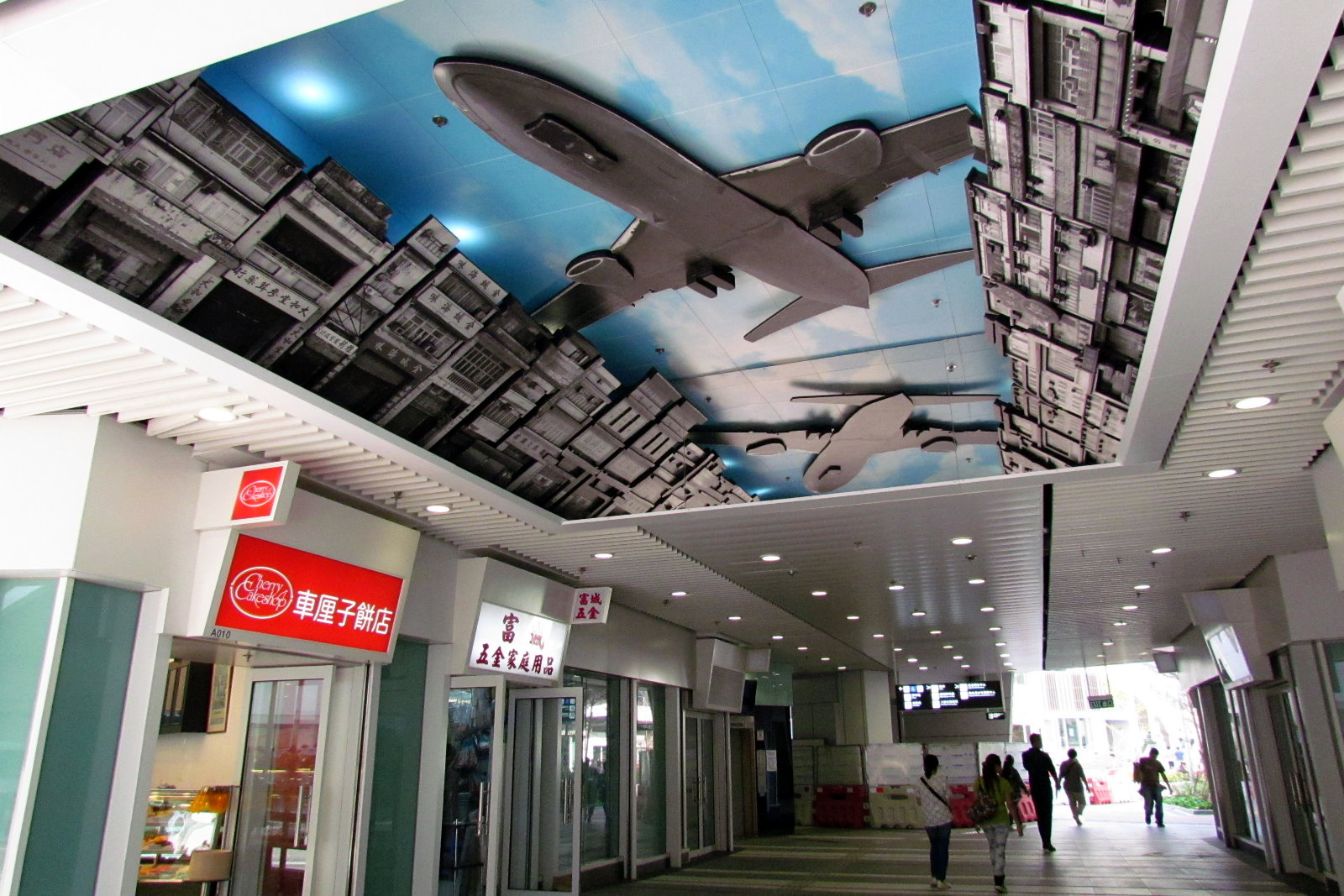
晴朗商場A區入口的飛機天花佈置
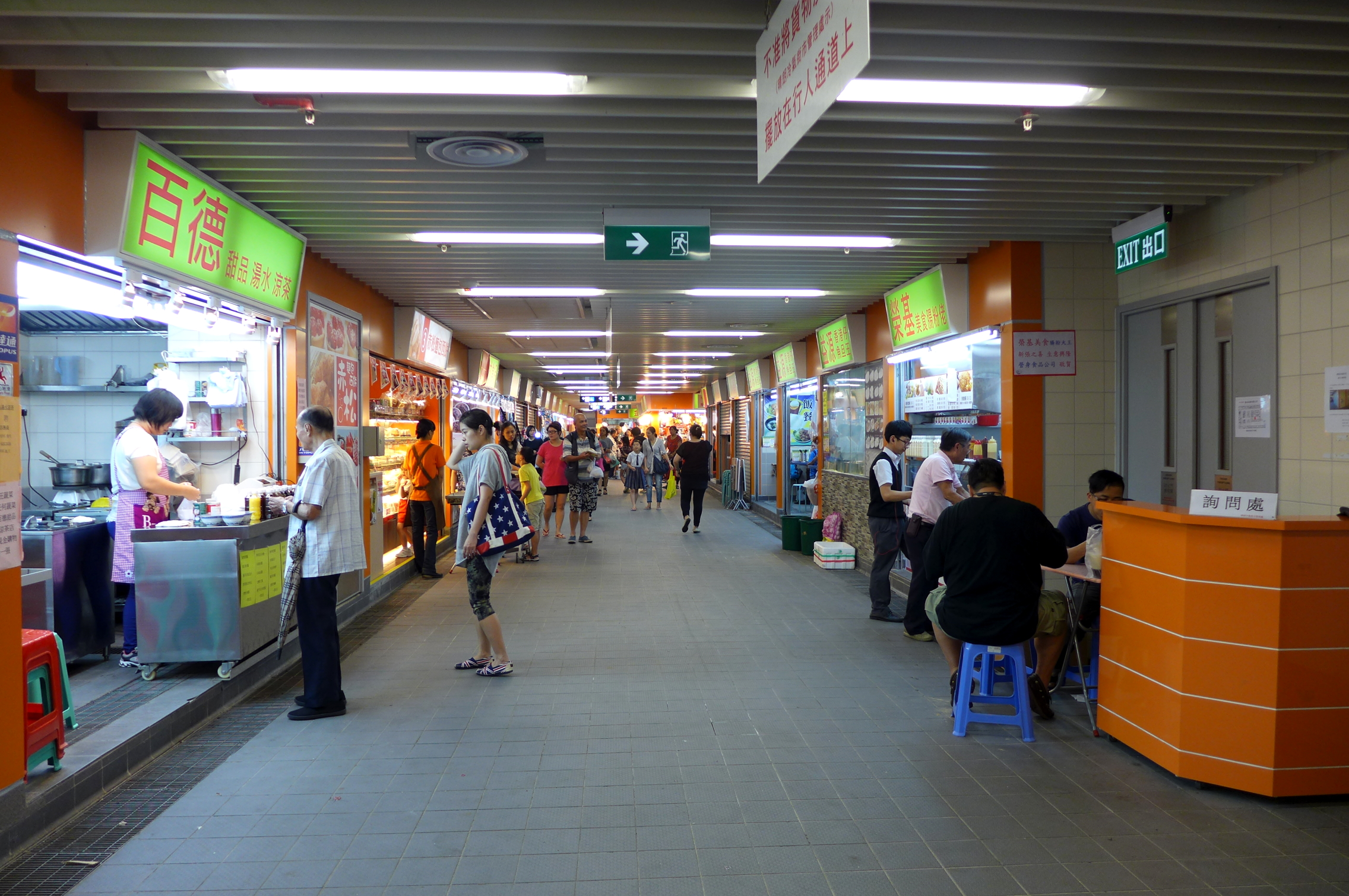
晴朗街市

B區商場設於德朗邨，共分兩層，提供23個商用舖位。
- 地下層設有22間商舖，當中有16間零售商舖、1間便利店、1間製餅店及4間食肆。
- 一樓則設有1間百佳超級市場，及露天休憩設施。

商場一樓均設有行人天橋連接兩區，而A區另外設有行人天橋通往康晴樓一樓的啟晴邨物業服務辦事處。商場外更設有兒童遊樂場及休憩花園，於2014年下半年起對外開放。

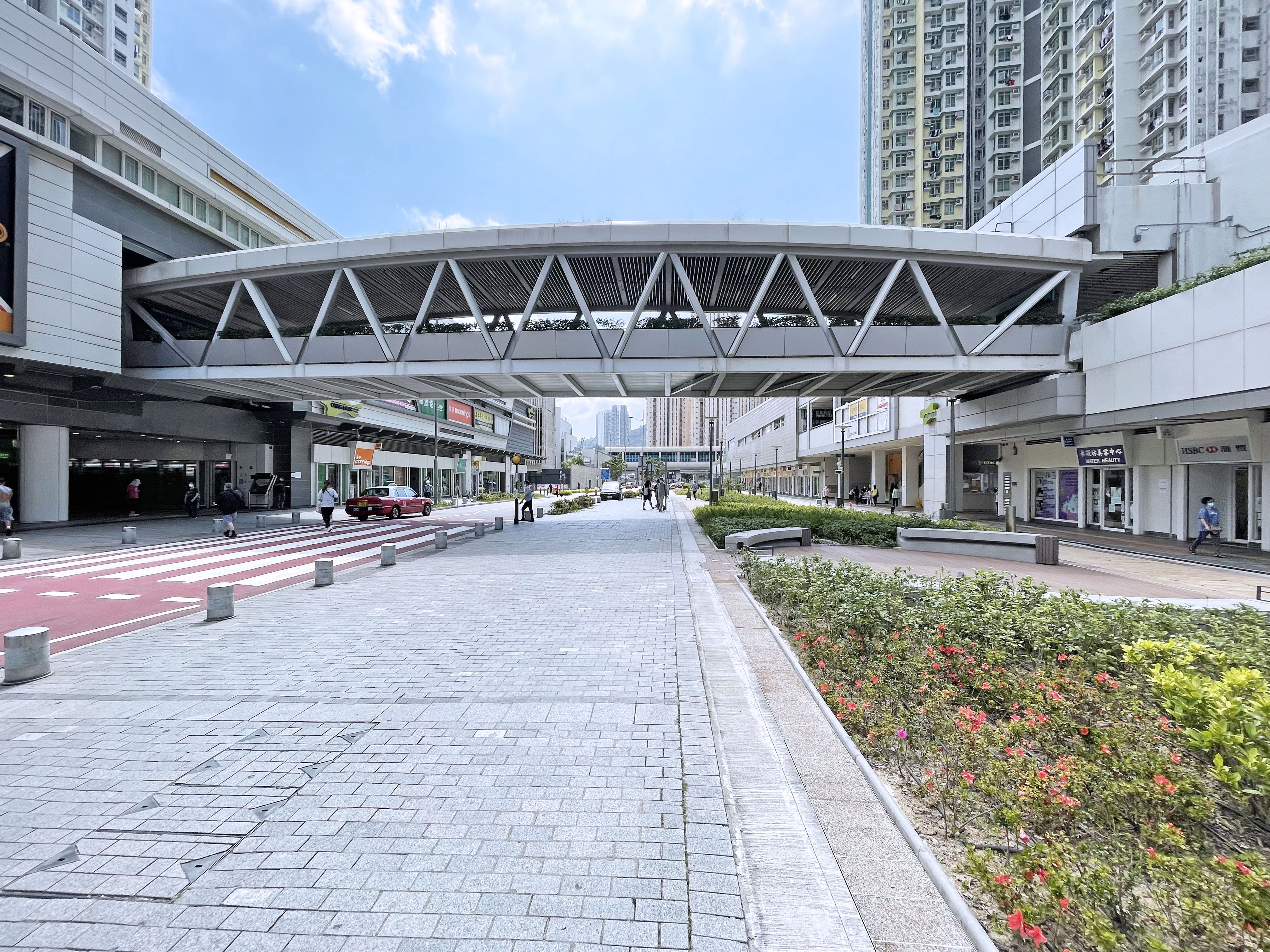
晴朗商場連接A區與B區行人天橋
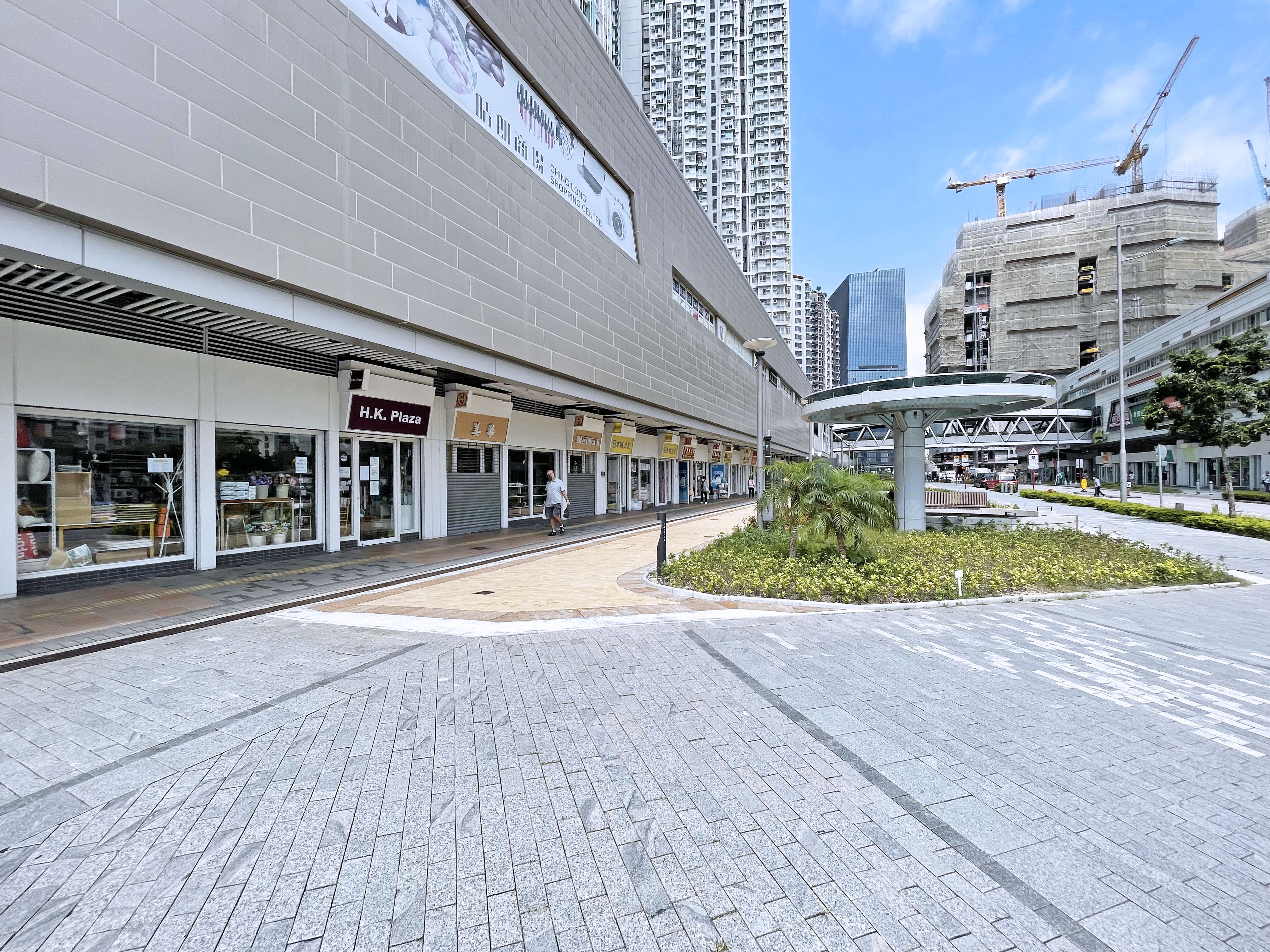
晴朗商場地下商舖
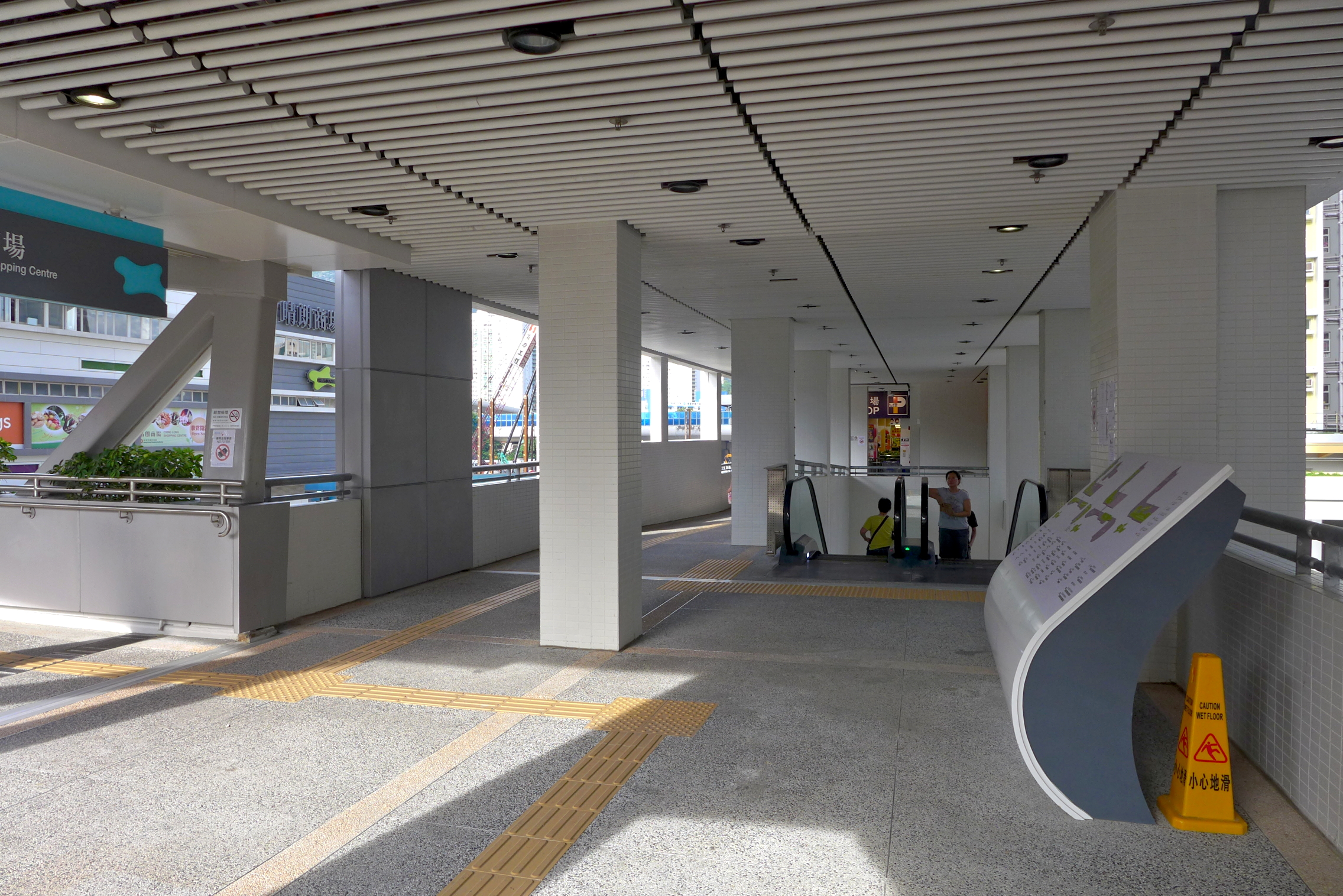
晴朗商場一樓
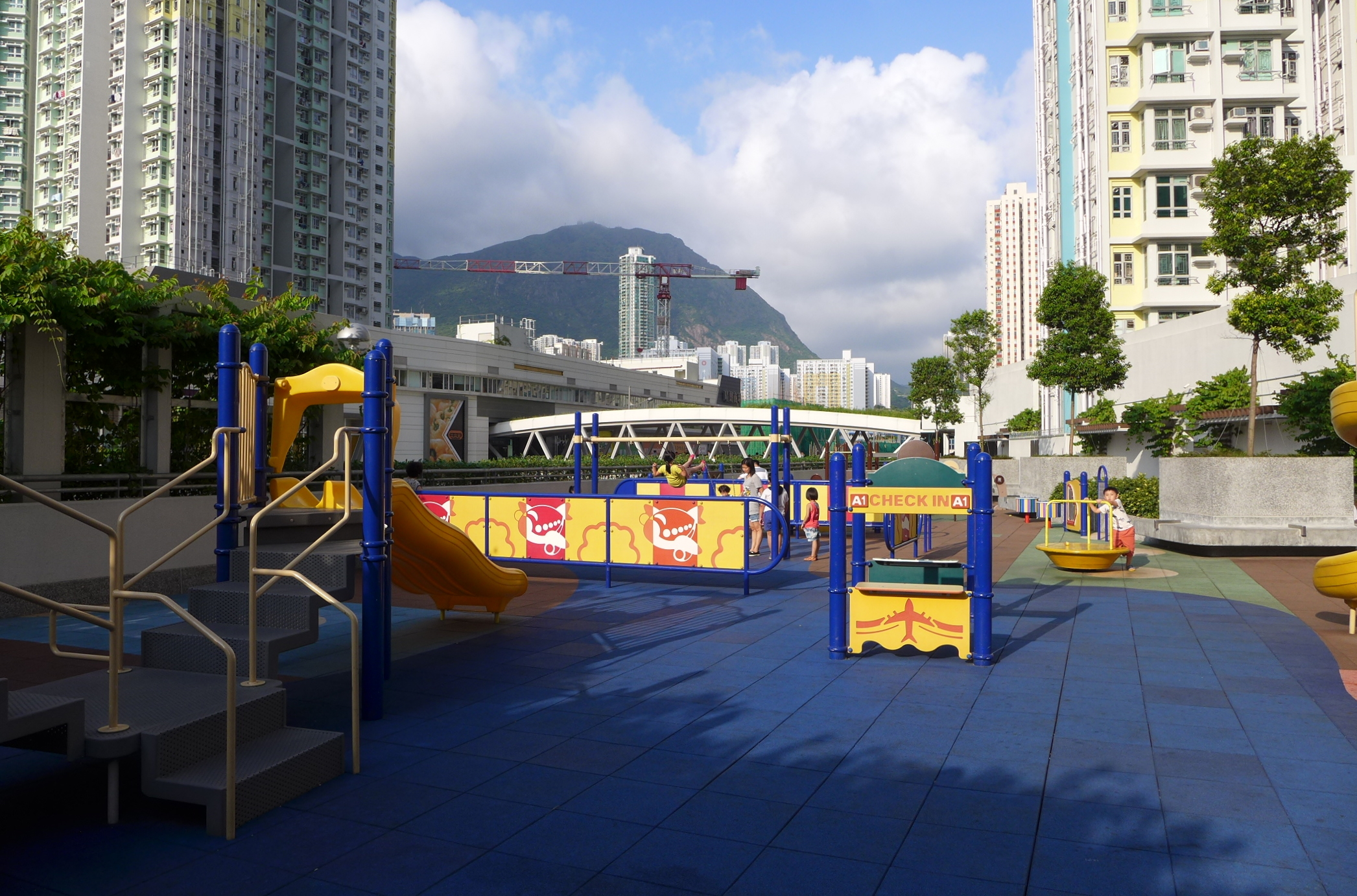
晴朗商場一樓外設有兒童遊樂場

## 建築特色
晴朗商場原址為前啟德機場的一部份，因此與啟晴邨一樣，部份裝飾主題和航空有關係，譬如A區天花佈置成飛機飛過九龍城區的天空的昔日情況。
此外，晴朗商場引入多種環境保護設施，包括綠化天台、收集循環水（來自雨水和空調系統冷凝水）灌溉植物、以減少淡水的使用量，並且採用啟德發展區區域供冷系統等等；商場的外牆廣告燈箱也採用耗能較低的LED照明。

## 商戶
| 已開業 - A001－RICCO by H.F.Group 恒富體育用品 - A002－Free Running 恒富體育用品 - A004－萬寧 - A005－華潤堂 - A006－順豐智能櫃 - A007－恆生銀行（自助服務） - A008－八方社 - A009－富城五金家庭用品 - A010－車厘子餅店 - A011－嘉福（啟晴）中西藥房 - A014－Lady Story - A015－日本城 - A017－Living PLAZA by AEON - A018－鴻福堂 - A019－領域系統公司 - A021－優品360 - A022－759阿信屋 - A024－啟動教育中心 - A025－陽光洗衣店 - A026－SPEED CUT 單剪專門店 - A028－7-Eleven - A029－江仔點心 - A030－鴻仔記車仔麵（前 阿朗德小食店） - A101－大家樂 - A102－潮家海鮮酒家 - A103－君豪食軒 - A104－寶峰餐廳 - A201－德苗教育中心 - A203－晴朗醫療中心 - A204 - 樂晴牙科中心 - B001－麥當勞 - B002－OK便利店 - B003+B004－金鳳大餐廳 - B005－759 Kawaiiland - B006－眼鏡360（一般眼鏡和即棄隱形眼鏡專賣） - B007－滙豐銀行（自助服務） - B010－青苗琴行 - B011－味之誘惑 - B012－春生厚藥房 - B013－日本城 - B015－美華鞋業手袋服裝 - B016－晴朗文具 - B017+B018－85℃ Bakery Café - B019－港南湘蜀食堂（06:30-03:00） - B020－十勝牛和食料理 - B021－屈臣氏 - B022－德朗軒髮型 @ B2 Hair Salon - B101－百佳超級市埸 - 睛朗冷氣街市（A區一樓） | 即將開業 - A007－（飾物） - A019－（電腦） - B009－（美容） - B014－（皮具） | 已遷出／結業 - A003－香港中華煤氣 - A006－AG Lifestyle（電訊） - A015+A016, A027－DSC德爾斯 - A023－百佳冷凍食品 - A030－阿朗德 - A020－進昇文體服飾公司 - A021－VanGO - A027－勵致研習中心 - A104－銀龍茶餐廳 - A105－奇趣天地 - B008－東亞銀行 - B016－文具世代 |

## 租金
晴朗商場大部份商舖都以投標形式招租，其中A001號舖以呎租417元的「天價」租金投得，以經營爐具電器，比較同區的商舖租金高，有評論認為商場租金太貴，居民難以負擔。不過隨著晴朗商場及晴朗街市的同類型店舖陸續開業，為商場帶來競爭，該舖經營者面對一定困難，並已於2014年5月尾結業。

## 鄰近地方
- 啟德坊（興建中）
- 啟晴邨
- 德朗邨
- 煥然壹居
- 麗晶花園
- 啟業邨
- 彩虹邨
- 采頤花園
- 坪石邨